# I Like the Way She Do It
I Like the Way She Do It – singiel amerykańskiej grupy hip-hopowej G-Unit, promujący album Terminate on Sight z roku 2008.
Gościnnie występuje raper Young Buck. Został wyrzucony z grupy przed wydaniem singla, i płyty, jednak jego zwrotka została umieszczona.

## Lista utworów
| Nr | Tytuł                                        | Czas |
| -- | -------------------------------------------- | ---- |
| 1  | "I Like the Way She Do It (super clean)"     | 3:58 |
| 2  | "I Like the Way She Do It (clean)"           | 3:58 |
| 3  | "I Like the Way She Do It (instrumental)"    | 3:58 |
| 4  | "I Like the Way She Do It (clean a capella)" | 3:41 |
| 5  | "I Like the Way She Do It (dirty)"           | 3:56 |